# 蜜蜂站
蜜蜂站，位于黑龙江省尚志市蜜蜂乡，是滨绥铁路沿线车站。距哈尔滨站110公里，绥芬河站438公里。建于1899年，原名蜜山站。现隶属中国铁路哈尔滨局集团管辖，为四等站。
1. ↑  Мелихов Г.В.  (PDF). Русский путь. 2003  [2022-06-24]. （原始内容存档 (PDF)于2022-04-03）.